# Ritchiella rungwensis
Ritchiella rungwensis är en insektsart som beskrevs av Mungai 1992. Ritchiella rungwensis ingår i släktet Ritchiella och familjen gräshoppor. Inga underarter finns listade i Catalogue of Life.